# Hieracium argenteum
Hieracium argenteum es una especie de planta con flor del género Hieracium, de la familia Asteraceae, orden Asterales.

## Distribución
Hieracium argenteum se distribuye por Inglaterra, Irlanda, Irlanda del Norte, Gales, Escocia, Islas Orcadas, Noruega, Suecia y Finlandia.

## Taxonomía
Fue descrita científicamente por R. E. Fr. Fue publicada en Nova Acta Regiae Soc. Sci. Upsal., ser. 2, 14: 99 (1848).